# Sundsvalls tätortsområde
Sundsvalls tätortsområde är en av Sundsvalls kommuns åtta kommundelar. Den omfattar distrikten Sundsvalls Gustav Adolf, Skön och Skönsmon samt den östra delen av Selångers distrikt. Tätortena Sundsvall, Sundsbruk, Johannedal och Tunadal ligger i kommundelen.